# Nepoznati zaštitnik
Nepoznati zaštitnik (eng. High Plains Drifter) je revizionistički western Clinta Eastwooda iz 1973. u kojem glumi junaka sličnom Čovjeku bez imena iz spaghetti-westerna Sergia Leonea Za šaku dolara i njegovih nastavaka. Eastwoodova režija također je očigledno bila pod Leonevim utjecajem pa je tako koristio široke kadrove slične onima iz "dolarske trilogije". Nepoznati zaštitnik, međutim, ima puno brži ritam što upućuje na utjecaj drugog Eastwoodova mentora, Dona Siegela (zapravo, na kraju filma se pojavljuju dva nadgrobna spomenika na kojima piše "Sergio Leone" i "Don Siegel", što je trebala biti komična posveta tada još živim redateljima).
Sniman na lokaciji na obali jezera Mono u Kaliforniji, Nepoznati zaštitnik je moralno kompleksan u stilu špageti-vesterna. Scenarij za film su napisali Ernest Tidyman i nepotpisani Dean Riesner.

## Radnja
Dok film počinje, usamljeni stranac dolazi iz svjetlucave pustinje i ujaše u grad Lago, Arizona. Stanovnici ga odmjeravaju s oprezom, udarac kočijaševa biča naglašava napetost u zraku dok u isti trenutak upoznaje sa središnjim događajem.
Stranac (Eastwood) ulazi u bar po pivo i bocu viskija. Izazivaju ga tri revolveraša, a on samo okreće leđa i odlazi. Uvrijeđeni, počnu ga slijediti do brijačnice preko puta, gdje ga okružuju i pokušaju ga dohvatiti. On ih iznenadi držeći spremne pištolje, skrivene ispod pregače koju mu je brijač povezao oko vrata. S lakoćom ustrijeli svu trojicu. Kasnije, čini se da lokalna žena zvana Callie Travers želi razgovarati s njim, ali kako ne zna kako bi mu prišla, ona ga oslovi i uvrijedi. On i dalje ne obraća pozornost i pokuša otići. Ona mu nastavi dosađivati sve dok je ne odvuče u staju i siluje. Ona se isprva otima, ali nakon toga očito počinje uživati. On odlazi bez riječi, prijavljuje se u lokalni hotel i prespava.
Sutradan, dok se on kupa u brijačnici, dolazi šerif kako bi razgovarao s njim. Tijekom razgovora, stiže Callie noseći pištolj i pokuša ubiti Stranca. Iako je ispucala četiri hica u kadu iz blizine, on prolazi neokrznut zaronivši pod vodu. Stranac je cinično upita "Zašto joj je trebalo tako dugo da poludi?" "Možda se nisi vratio po još", odvraća Mordecai (Mordecai, patuljak, je gradski izopćenik; no, vrlo brzo se sprijatelji sa Strancem).
Stranac se useljava u gradski hotel. U snu ga počne mučiti vizija trojice muškaraca koji bičuju četvrtoga nasmrt na ulici dok bezlična masa gleda iz sjene, ne čineći ništa. Vizija se ponavlja i kasnije u filmu, postajući sve detaljnija, sve dok se ne otkriva da su ljudi u sjeni isti oni iz grada u kojem se on nalazi. Samo dva čovjeka protestiraju zbog ubojstva, a samo jedan on njih - Sarah Belding, žena vlasnika hotela Lewisa Beldinga - pokušava pomoći žrtvi. Drugi, Mordecai, prosvjeduje tiho skrivajući se ispod stepenica saloona.
U međuvremenu u Yumi su puštena tri zatvorenika te se za nekoliko dana očekuju u Lagu kako bi se osvetili pustošenjem. Ljudi koje je Stranac ubio grad je unajmio da ubiju zatvorenike; u očaju, grad unajmljuje Stranca da ih zaštiti. Ponude mu "sve što zaželi" zauzvrat. Mještani i trojica zatvorenika su povezani ilegalnim rudnikom; unajmili su osuđenike da ubiju prethodnog šerifa kad je otkrio da se rudnik nalazi na državnoj zemlji. Osuđenici su javno izbičevali šerifa do smrti; nakon toga, mještani su namjestili ubojicama krađu u rudniku kako bi ih prisilili na šutnju. Kasnije se doznaje da je šerif Duncan pokopan u neoznačenom grobu.
Stranac iskorištava svoj neograničeni kredit u gradu, njegovi zahtjevi bivaju teški i bizarni. Određuje cijenu za svoju pomoć, a iako uvježbava mještane i pokazuje im strategiju,  nemilosrdan je te čak zatraži od hotelijera da isprazni hotel kako bi samo on ostao u njemu. U gradu raste nezadovoljstvo njegovim ponašanjem. Upravitelji rudnika posvađaju se je li Stranac vrijedan svih nevolja koje prouzrokuje, a jedan od njih pokuša (s katastrofalnim ishodom) ubiti Stranca u njegovu krevetu. Tučnjava završava s uništenim hotelom, a Stranac povede vlasnikovu ženu kao dio cijene za njegov trud. Malo prije obračuna s osuđenicima, Stranac doslovno zapovijedi mještanima da oboje cijeli grad u crveno (kao pakao) i priredi piknik u čast povratka razbojnika. Krajem filma, Strančeva osveta je potpuna nakon završne brutalne scene bičevanja koja podsjeća na prošlost: grad je u ruševinama, a mnogi poznati mještani su mrtvi ili nestali; ali su mrtvi i muškarci kojih se grad bojao.
Pitanje koje je mučilo mještane tijekom cijelog filma - tko je Stranac? - otkriva se zagonetno na kraju. Odlazeći iz grada, Stranac susreće Mordecaija kako završava nadgrobni spomenik, očito na njegov zahtjev. Mordecai mu kaže, "Nisam ti doznao ime." Stranac odgovori, "Da, jesi." Mordecai problijedi, a Stranac se vraća na svjetlucavi magličasti horizont. Kamera se okreće prema nadgrobnom spomeniku kako bi se otkrilo ime ubijenog šerifa Jima Duncana. Implikacija je da je bezimeni lik Clinta Eastwooda anđeo osvetnik šerifa Jima Duncana, što se potvrđuje posljednjim kadrom u kojem Eastwood jaše u daljinu i doslovno nestaje.

## Glumci
- Clint Eastwood - Stranac
- Verna Bloom - Sarah Belding
- Marianna Hill - Callie Travers
- Mitch Ryan - Dave Drake (kao Mitchell Ryan)
- Jack Ging - Morgan Allen
- Stefan Gierasch - Gradonačelnik Jason Hobart
- Ted Hartley - Lewis Belding
- Billy Curtis - Mordecai
- Geoffrey Lewis - Stacey Bridges, odmetnik
- Scott Walker - Bill Carlin, odmetnik
- Anthony James - Cole Carlin, odmetnik
- Walter Barnes - Šerif Sam Shaw
- Paul Brinegar - Lutie Naylor
- Richard Bull - Asa Goodwin
- Robert Donner - Propovjednik
- John Hillerman - Postolar

## Interpretacija
Jedini mještanin koji izbjegava Strančevu osvetu je Mordecai, čovjek koji je pokušao pomoći Duncanu. Time postaje jasno da je Stranac duh, anđeo osvetnik, ili oboje, koji dolazi iz svijeta duhova kako bi izravnao račune. Ova nadrealna interpretacija naslućuje se u naslovu filma i Strančevim vizijama zločina, za koje se ispostavlja da su mu sjećanja; okruženje je Lago, promatrači su mještani, čovjek kojeg bičuju je stariji Eastwood, a Stranac se trza dok se bičevi zabijaju u žrtvu.
I druge scene potvrđuju ovu tezu: silovana žena upuca Stranca iz blizine bez efekta; Stranac preimenuje crveno obojeni grad "Pakao"; u uvodnom i završnom kadru stranac se ukazuje kao utvara iz treperavog vala vrućine, a zatim nestaje u njemu. Konačno, Stranac jaše sivog konja, što je očita referenca na Četvrtog konjanika u Otkrivenju: "Gledah, i ugledah blijedog konja: na njemu bijaše Smrt, a Pakao ide za njim".
U intervjuu za emisiju Inside the Actors Studio, Eastwood je komentirao te ranije verzije scenarija u kojima je Stranac bio brat mrtvog šerifa. Više mu se sviđala manje eksplicitna i više nadrealna interpretacija.

## Glazba
Film je poznat po svojoj jezovitoj glazbi - atmosferičnoj kombinaciji disonantnih zvukova koja svira na početku, na koje slijedi tipični vestern sountrack koji podsjeća na scene iz logora za ratne zarobljenike u filmu Dobar, loš, zao Sergia Leonea. Disonantni zvuk posebno je efektan tijekom scena bičevanja u kojima Stranac stoji nad grešnikom ispred vatre u pozadini, što podsjeća na tradicionalne slike pakla koje su dodatno pojačane crvenom bojom kojom je obojen grad.

## Produkcija
- Eastwood je za potrebe projekta dao sagraditi cijeli grad na obalama jezera Mono.
- Snimanje je završeno u samo šest tjedana.
- Lik šerifa Duncana je glumio kaskader Buddy Van Horn, dugogodišnji Eastwoodov dubler, zbog sličnosti sa Strancem.

## Nepoznati zaštitniku popularnoj kulturi
- Lik Sveca ubojice iz stripa Propovjednik je temeljen na Strancu.
- Jazz gitarist Bill Frisell napisao je skladbu "High Plains Drifter" za svoj album Before We Were Born.
- Australski indie rock sastav The Cruel Sea je na svojem albumu iz 1991., This Is Not The Way, imao pjesmu "High Plains Drifter".
- The Beastie Boys su napisali pjesmu "High Plains Drifter" za svoj album Paul's Boutique.
- Broj 219 Daredevila Franka Millera, nazvan "Badlands", govori o malom gradu gdje korumpirani šerif jednom pretuče čovjeka do smrti lancem. Matt Murdock, bez kostima, dolazi u grad i kažnjava upletene.
- Lik Macgregora u stripu High Moon je djelomično temeljen na Strancu.

## Vanjske poveznice
- Nepoznati zaštitnik u internetskoj bazi filmova IMDb-a
- Filmska lokacija pronađena na obali jezera Mono - rujan 2007.  Arhivirana inačica izvorne stranice od 2. listopada 2011. (Wayback Machine)